# Trofeo Dolomiti
Il trofeo Dolomiti è un torneo di hockey su ghiaccio femminile amichevole patrocinato dalla fondazione Dolomiti UNESCO, che dal 2023 si tiene con cadenza annuale.

## Storia
Il Trofeo ha preso vita da una necessità sentita da diverse squadre della Serie A Femminile: quella di giocare il maggior numero possibile di partite prima dell'inizio della stagione ufficiale. Tuttavia, va oltre questo scopo iniziale. Il Trofeo è diventato un veicolo per promuovere l'hockey femminile nel cuore delle Dolomiti e per creare un momento di coesione e crescita per le giovani atlete.
Il 24 settembre 2023 si è svolta la prima edizione del trofeo. Le squadre partecipanti sono state tre: Icebears Dobbiaco, Trentino Women e Zoldo Femminile. La formula della manifestazione è un triangolare con classifica finale. Al termine del trofeo vengono premiate non solo le squadre ma anche le migliori atlete per ruolo.
La seconda edizione del Trofeo si è tenuta il 14 e 15 settembre 2024 nella città di Cavalese, organizzata interamente dall’Hockey Club Eagles Bolzano. In questa edizione, è stata introdotta una nuova formula: il torneo è passato da triangolare a un girone all’italiana con quattro squadre. Inoltre, il trofeo ha acquisito una dimensione internazionale grazie alla partecipazione del club islandese Skautafélag Reykjavíkur, trasformando l'evento da nazionale a internazionale.

## Albo d'oro
| Anno | Località (Stadio)                  | Vincitore         | Secondo classificato    | Terzo classificato |
| ---- | ---------------------------------- | ----------------- | ----------------------- | ------------------ |
| 2023 | Baselga di Pinè (Ice Rink Pinè)    | Icebears Dobbiaco | Trentino Women          | Zoldo Femminile    |
| 2024 | Cavalese (Palazzetto del ghiaccio) | Zoldo Femminile   | Skautafélag Reykjavíkur | Icebears Dobbiaco  |